# Plantilles de la Copa del Món de futbol de 1930
Plantilles de les seleccions classificades per la fase final de la Copa del Món de Futbol 1930 d'Uruguai. Els equips participants són (cliqueu sobre el país per accedir a la plantilla):
| Equips participants | Equips participants | Equips participants | Equips participants |
| ------------------- | ------------------- | ------------------- | ------------------- |
| Argentina           | Xile                | França              | Mèxic               |
| Iugoslàvia          | Brasil              | Bolívia             | Uruguai             |
| Romania             | Perú                | Estats Units        | Paraguai            |
| Bèlgica             |                     |                     |                     |

## Argentina
| #    | Posició                                | Nom                                    | Naixement                              | P. Sel.                                | Club                                   |
| ---- | -------------------------------------- | -------------------------------------- | -------------------------------------- | -------------------------------------- | -------------------------------------- |
| -    | Porter                                 | Ángel Bossio                           | 5 de maig 1905                         | -                                      | Talleres de Remedios de Escalada       |
| -    | Porter                                 | Juan Botasso                           | 23 d'octubre 1908                      | -                                      | Argentino de Quilmes                   |
| -    | Davanter                               | Roberto Cherro                         | 23 de setembre 1907                    | -                                      | Boca Juniors                           |
| -    | Defensa                                | Alberto Chividini                      | 23 de febrer 1907                      | -                                      | Estudiantil Porteño                    |
| -    | Davanter                               | Attilio Demaría                        | 19 de març 1909                        | -                                      | Estudiantil Porteño                    |
| -    | Defensa                                | José Della Torre                       | 26 de març 1906                        | -                                      | Racing Club                            |
| -    | Defensa                                | Juan Evaristo                          | 20 de juny 1902                        | -                                      | Sportivo Barracas                      |
| -    | Davanter                               | Mario Evaristo                         | 10 de desembre 1908                    | -                                      | Boca Juniors                           |
| -    | Davanter                               | Manuel Ferreira (c.)                   | 22 d'octubre 1905                      | -                                      | Estudiantes La Plata                   |
| -    | Migcampista                            | Luis Monti                             | 15 de maig 1901                        | -                                      | San Lorenzo de Almagro                 |
| -    | Defensa                                | Ramón Muttis                           | 12 de març 1899                        | -                                      | Boca Juniors                           |
| -    | Defensa                                | Rodolfo Orlandini                      | 1 de gener 1905                        | -                                      | Estudiantil Porteño                    |
| -    | Defensa                                | Fernando Paternoster                   | 24 de maig 1903                        | -                                      | Racing Club                            |
| -    | Davanter                               | Natalio Perinetti                      | 28 de desembre 1900                    | -                                      | Racing Club                            |
| -    | Davanter                               | Carlos Peucelle                        | 13 de setembre 1908                    | -                                      | Sportivo Buenos Aires                  |
| -    | Defensa                                | Edmundo Piaggio                        | 3 d'octubre 1910                       | -                                      | CA Lanús                               |
| -    | Davanter                               | Alejandro Scopelli                     | 12 de maig 1908                        | -                                      | Estudiantes La Plata                   |
| -    | Davanter                               | Carlos Spadaro                         | 5 de febrer 1902                       | -                                      | CA Lanús                               |
| -    | Davanter                               | Guillermo Stábile                      | 17 de gener 1905                       | -                                      | CA Huracán                             |
| -    | Migcampista                            | Pedro Arico Suárez                     |                                        | -                                      | Boca Juniors                           |
| -    | Davanter                               | Francisco Varallo                      | 5 de febrer 1910                       | -                                      | Gimnasia y Esgrima La Plata            |
| -    | Defensa                                | Adolfo Zumelzú                         | 5 de gener 1902                        | -                                      | Estudiantil Porteño                    |
| Ent. | Francisco Olazar i Juan José Tramutola | Francisco Olazar i Juan José Tramutola | Francisco Olazar i Juan José Tramutola | Francisco Olazar i Juan José Tramutola | Francisco Olazar i Juan José Tramutola |

## Xile
| #    | Posició     | Nom                      | Naixement             | P. Sel.     | Club                     |
| ---- | ----------- | ------------------------ | --------------------- | ----------- | ------------------------ |
| -    | Davanter    | Juan Aguilera            |                       | -           | Sportivo Italiano        |
| -    | Davanter    | Guillermo Arellano       | 21 d'agost de 1908    | -           | Colo-Colo                |
| -    | Defensa     | Ernesto Chaparro         | 4 de gener de 1901    | -           | Colo-Colo                |
| -    | Migcampista | Arturo Coddou            |                       | -           | Arturo Fernández Vial    |
| -    | Porter      | Roberto Cortés           | 2 de febrer de 1905   | -           | Colo-Colo                |
| -    | Migcampista | Humberto Elgueta         |                       | -           | Santiago Wanderers       |
| -    | Porter      | Cesar Espinoza           |                       | -           | Santiago Wanderers       |
| -    | Defensa     | Víctor Morales           | 10 de maig de 1905    | -           | Colo-Colo                |
| -    | Migcampista | Horacio Muñoz            |                       | -           | Arturo Fernández Vial    |
| -    | Davanter    | Tomás Ojeda              | 20 d'abril de 1910    | -           | Boca Juniors Antofagasta |
| -    | Defensa     | Ulises Poirier           | 2 de febrer de 1897   | -           | La Cruz Valparaiso       |
| -    | Defensa     | Guillermo Riveros        | 10 de febrer de 1902  | -           | La Cruz Valparaiso       |
| -    | Migcampista | Guillermo Saavedra       | 5 de novembre de 1903 | -           | Colo-Colo                |
| -    | Davanter    | Carlos Schneeberger (c.) | 21 de juny de 1902    | -           | Colo-Colo                |
| -    | Davanter    | Guillermo Subiabre       | 25 de febrer de 1902  | -           | Colo-Colo                |
| -    | Migcampista | Arturo Torres            | 20 d'octubre de 1906  | -           | Colo-Colo                |
| -    | Migcampista | Casimiro Torres          | 1906                  | -           | Everton de Viña del Mar  |
| -    | Davanter    | Carlos Vidal             | 24 de febrer de 1902  | -           | Audax Italiano           |
| -    | Davanter    | Eberardo Villalobos      | 1 d'abril de 1908     | -           | CSD Rangers              |
| Ent. | György Orth | György Orth              | György Orth           | György Orth | György Orth              |

## França
| #    | Posició       | Nom                       | Naixement           | P. Sel.       | Club                  |
| ---- | ------------- | ------------------------- | ------------------- | ------------- | --------------------- |
| -    | Defensa       | Nouma Andoire             | 19 de març 1908     | -             | FC Antibes            |
| -    | Defensa       | Marcel Capelle            | 11 de desembre 1904 | -             | Racing Club de France |
| -    | Migcampista   | Augustin Chantrel         | 11 de novembre 1906 | -             | CASG Paris            |
| -    | Davanter      | Edmond Delfour            | 1 de novembre 1907  | -             | Racing Club de France |
| -    | Migcampista   | Célestin Delmer           | 15 de febrer 1907   | -             | Amiens AC             |
| -    | Davanter      | Marcel Langiller          | 2 de juny 1908      | -             | Excelsior AC Roubaix  |
| -    | Migcampista   | Jean Laurent              | 30 de desembre 1906 | -             | CA Paris              |
| -    | Davanter      | Lucien Laurent            | 10 de desembre 1907 | -             | CA Paris              |
| -    | Davanter      | Ernest Libérati           | 22 de març 1906     | -             | Amiens AC             |
| -    | Davanter      | André Maschinot           | 28 de juny 1903     | -             | FC Sochaux            |
| -    | Defensa       | Étienne Mattler           | 25 de desembre 1905 | -             | FC Sochaux            |
| -    | Migcampista   | Marcel Pinel              | 8 de juliol 1908    | -             | Red Star Paris        |
| -    | Porter        | André Tassin              | 23 de febrer 1902   | -             | Racing Club de France |
| -    | Porter        | Alex Thépot               | 30 de juliol 1906   | -             | Red Star Paris        |
| -    | Davanter      | Émile Veinante            | 12 de juny 1907     | -             | Racing Club de France |
| -    | Migcampista   | Alexandre Villaplane (c.) | 12 de setembre 1905 | -             | Racing Club de France |
| Ent. | Raoul Caudron | Raoul Caudron             | Raoul Caudron       | Raoul Caudron | Raoul Caudron         |

## Mèxic
| #    | Posició                   | Nom                         | Naixement                 | P. Sel.                   | Club                      |
| ---- | ------------------------- | --------------------------- | ------------------------- | ------------------------- | ------------------------- |
| -    | Migcampista               | Efraín Amézcua              |                           | -                         | Atlante                   |
| -    | Porter                    | Óscar Bonfiglio             | 5 d'octubre 1905          | -                         | Marte FC                  |
| -    | Davanter                  | Juan Carreño                | 14 d'agost 1907           | -                         | Atlante                   |
| -    | Davanter                  | Jesús Castro                |                           | -                         | Club America              |
| -    | Defensa                   | Rafael Garza Gutiérrez (c.) | 13 de desembre 1896       | -                         | Club America              |
| -    | Defensa                   | Francisco Garza Gutiérrez   | 1904                      | -                         | Club America              |
| -    | Davanter                  | Roberto Gayón               | 1905                      | -                         | Club America              |
| -    | Davanter                  | Hilario López               | 18 de novembre 1907       | -                         | Marte FC                  |
| -    | Davanter                  | Dionisio Mejía              | 6 de gener 1907           | -                         | Atlante                   |
| -    | Davanter                  | Felipe Olivares             | 1905                      | -                         | Atlante                   |
| -    | Davanter                  | Luis Pérez                  | 1907                      | -                         | Necaxa                    |
| -    | Migcampista               | Raymundo Rodríguez          | 1905                      | -                         | Marte FC                  |
| -    | Migcampista               | Felipe Rosas                | 5 de febrer 1910          | -                         | Atlante                   |
| -    | Defensa                   | Manuel Rosas                | 17 d'abril 1912           | -                         | Atlante                   |
| -    | Davanter                  | José Ruíz                   | 1904                      | -                         | Necaxa                    |
| -    | Migcampista               | Alfredo Sánchez             |                           | -                         | Club America              |
| -    | Porter                    | Isidoro Sota                | 1902                      | -                         | Club America              |
| Ent. | Juan Luque de Serrallonga | Juan Luque de Serrallonga   | Juan Luque de Serrallonga | Juan Luque de Serrallonga | Juan Luque de Serrallonga |

## Iugoslàvia
| #    | Posició         | Nom                  | Naixement           | P. Sel.         | Club                |
| ---- | --------------- | -------------------- | ------------------- | --------------- | ------------------- |
| -    | Migcampista     | Milorad Arsenijević  | 6 de juny 1906      | -               | SK Beograd          |
| -    | Davanter        | Ivan Bek             | 29 d'octubre 1909   | -               | FC Cette            |
| -    | Migcampista     | Momčilo Đokić        | 27 de febrer 1911   | -               | Jugoslavija Beograd |
| -    | Davanter        | Branislav Hrnjiček   | 5 de juny 1908      | -               | Jugoslavija Beograd |
| -    | Defensa         | Milutin Ivković (c.) | 3 de març 1906      | -               | SK Soko             |
| -    | Porter          | Milovan Jakšić       | 21 de setembre 1909 | -               | SK Soko             |
| -    | Davanter        | Blagoje Marjanović   | 9 de setembre 1907  | -               | SK Beograd          |
| -    | Defensa         | Dušan Marković       | 9 de març 1906      | -               | Vojvodina Novi Sad  |
| -    | Defensa         | Dragan Mihajlović    | 13 de desembre 1906 | -               | BSK Beograd         |
| -    | Davanter        | Dragutin Najdanović  | 15 d'abril 1908     | -               | BSK Beograd         |
| -    | Davanter        | Branislav Sekulić    | 29 d'octubre 1906   | -               | SC Montpellier      |
| -    | Migcampista     | Teofilo Spasojević   | 21 de gener 1909    | -               | Jugoslavija Beograd |
| -    | Migcampista     | Ljubiša Stefanović   | 4 de gener 1910     | -               | FC Cette            |
| -    | Porter          | Milan Stojanović     |                     | -               | BSK Beograd         |
| -    | Davanter        | Aleksandar Tirnanić  | 15 de juliol 1911   | -               | BSK Beograd         |
| -    | Defensa         | Dragomir Tošić       | 8 de novembre 1909  | -               | BSK Beograd         |
| -    | Davanter        | Đorđe Vujadinović    | 6 de desembre 1909  | -               | BSK Beograd         |
| Ent. | Boško Simonović | Boško Simonović      | Boško Simonović     | Boško Simonović | Boško Simonović     |

## Brasil
| #    | Posició                       | Nom                           | Naixement                     | P. Sel.                       | Club                          |
| ---- | ----------------------------- | ----------------------------- | ----------------------------- | ----------------------------- | ----------------------------- |
| -    | Davanter                      | Araken                        | 17 de juliol 1905             | -                             | Santos FC                     |
| -    | Davanter                      | Benedicto                     | 10 de maig 1910               | -                             | Botafogo                      |
| -    | Migcampista                   | Benevenuto                    | 8 d'agost 1903                | -                             | Flamengo                      |
| -    | Defensa                       | Brilhante                     | 5 de novembre 1904            | -                             | Vasco da Gama                 |
| -    | Davanter                      | Carvalho Leite                | 25 de juny 1912               | -                             | Botafogo                      |
| -    | Davanter                      | Doca                          | 7 d'abril 1903                | -                             | São Cristóvão FR              |
| -    | Migcampista                   | Fausto                        | 28 de gener 1905              | -                             | Vasco da Gama                 |
| -    | Migcampista                   | Fernando                      | 1 de març 1906                | -                             | Fluminense                    |
| -    | Migcampista                   | Fortes                        | 9 de setembre 1901            | -                             | Fluminense                    |
| -    | Migcampista                   | Hermógenes                    | 4 de novembre 1908            | -                             | América FC                    |
| -    | Defensa                       | Itália                        | 22 de maig 1907               | -                             | Vasco da Gama                 |
| -    | Migcampista                   | Ivan Mariz                    | 16 de maig 1910               | -                             | Fluminense                    |
| -    | Porter                        | Joel                          | 1 de maig 1904                | -                             | América FC                    |
| -    | Davanter                      | Manoelzinho                   | 22 d'agost1907                | -                             | Goytacaz FC                   |
| -    | Davanter                      | Moderato                      | 14 de juliol 1902             | -                             | Flamengo                      |
| -    | Davanter                      | Nilo                          | 3 d'abril 1903                | -                             | Botafogo                      |
| -    | Defensa                       | Oscarino                      | 17 de gener 1907              | -                             | Ypiranga Niterói              |
| -    | Migcampista                   | Pamplona                      | 24 de març 1904               | -                             | Botafogo                      |
| -    | Davanter                      | Poly                          | 26 de gener 1909              | -                             | Americano FC                  |
| -    | Davanter                      | Preguinho                     | 8 de febrer 1905              | -                             | Fluminense                    |
| -    | Davanter                      | Russinho                      | 18 de desembre 1902           | -                             | Vasco da Gama                 |
| -    | Davanter                      | Teóphilo                      | 11 d'abril 1900               | -                             | São Cristóvão FC              |
| -    | Porter                        | Velloso                       | 25 de setembre 1908           | -                             | Fluminense                    |
| -    | Defensa                       | Zé Luiz                       | 16 de novembre 1904           | -                             | São Cristóvão FC              |
| Ent. | Píndaro de Carvalho Rodrigues | Píndaro de Carvalho Rodrigues | Píndaro de Carvalho Rodrigues | Píndaro de Carvalho Rodrigues | Píndaro de Carvalho Rodrigues |

## Bolívia
| #    | Posició        | Nom                  | Naixement           | P. Sel.        | Club                 |
| ---- | -------------- | -------------------- | ------------------- | -------------- | -------------------- |
| -    | Davanter       | Mario Alborta        | 1904                | -              | Club Bolívar         |
| -    | Migcampista    | Juan Argote          | 1906                | -              | Club Bolívar         |
| -    | Porter         | Jesús Bermúdez       | 1902                | -              | Oruro Royal          |
| -    | Migcampista    | Miguel Brito         |                     | -              | Oruro Royal          |
| -    | Davanter       | José Bustamante      | 1907                | -              | Litoral              |
| -    | Defensa        | Casiano Chavarría    | 3 d'agost 1901      | -              | Calavera La Paz      |
| -    | Defensa        | Segundo Durandal     | 17 de març 1912     | -              | CS San Jose Oruro    |
| -    | Davanter       | René Fernández       | 1906                | -              | Alianza Oruro        |
| -    | Davanter       | Gumercindo Gómez     | 1907                | -              | Oruro Royal          |
| -    | Migcampista    | Diógenes Lara        | 1902                | -              | Club Bolívar         |
| -    | Davanter       | Rafael Méndez (c.)   | 1904                | -              | Universitario La Paz |
| -    | Porter         | Miguel Murillo       |                     | -              | Club Bolívar         |
| -    | Migcampista    | Constantino Noya     |                     | -              | Oruro Royal          |
| -    | Davanter       | Eduardo Reyes Ortíz  | 1907                | -              | The Strongest        |
| -    | Defensa        | Luis Reyes Peñaranda |                     | -              | Universitario La Paz |
| -    | Migcampista    | Renato Sáinz         | 14 de desembre 1899 | -              | The Strongest        |
| -    | Migcampista    | Jorge Valderrama     | 12 de desembre 1906 | -              | Oruro Royal          |
| Ent. | Ulises Saucedo | Ulises Saucedo       | Ulises Saucedo      | Ulises Saucedo | Ulises Saucedo       |

## Uruguai
| #    | Posició         | Nom                 | Naixement           | P. Sel.         | Club                   |
| ---- | --------------- | ------------------- | ------------------- | --------------- | ---------------------- |
| -    | Migcampista     | José Andrade        | 22 de novembre 1901 | -               | Nacional Montevideo    |
| -    | Davanter        | Peregrino Anselmo   | 3 d'agost 1904      | -               | Peñarol Montevideo     |
| -    | Porter          | Enrique Ballesteros | 18 de gener 1905    | -               | Rampla Juniors         |
| -    | Davanter        | Juan Carlos Calvo   | 1906                | -               | Miramar Misiones       |
| -    | Porter          | Miguel Capuccini    | 5 de gener 1904     | -               | Peñarol Montevideo     |
| -    | Davanter        | Héctor Castro       | 29 de novembre 1904 | -               | Nacional Montevideo    |
| -    | Davanter        | Pedro Cea           | 1 de setembre 1900  | -               | Nacional Montevideo    |
| -    | Davanter        | Pablo Dorado        | 22 de juny 1908     | -               | Bella Vista Montevideo |
| -    | Migcampista     | Lorenzo Fernández   | 20 de maig 1900     | -               | Peñarol Montevideo     |
| -    | Migcampista     | Álvaro Gestido      | 17 de maig 1907     | -               | Peñarol Montevideo     |
| -    | Davanter        | Santos Iriarte      | 2 de novembre 1902  | -               | Racing Club Montevideo |
| -    | Defensa         | Ernesto Mascheroni  | 21 de novembre 1907 | -               | Olimpia Montevideo     |
| -    | Migcampista     | Ángel Melogno       | 22 de març 1905     | -               | Bella Vista Montevideo |
| -    | Defensa         | José Nasazzi (c.)   | 24 de maig 1901     | -               | Bella Vista Montevideo |
| -    | Davanter        | Pedro Petrone       | 11 de maig 1904     | -               | Nacional Montevideo    |
| -    | Migcampista     | Conduelo Píriz      | 1905                | -               | Nacional Montevideo    |
| -    | Defensa         | Emilio Recoba       | 3 de novembre 1904  | -               | Nacional Montevideo    |
| -    | Migcampista     | Carlos Riolfo       | 5 de novembre 1905  | -               | Peñarol Montevideo     |
| -    | Davanter        | Zoilo Saldombide    | 18 de març 1905     | -               | Montevideo Wanderers   |
| -    | Davanter        | Héctor Scarone      | 26 de novembre 1898 | -               | Nacional Montevideo    |
| -    | Defensa         | Domingo Tejera      | 22 de juliol 1899   | -               | Montevideo Wanderers   |
| -    | Davanter        | Santos Urdinarán    | 30 de març 1900     | -               | Nacional Montevideo    |
| Ent. | Alberto Suppici | Alberto Suppici     | Alberto Suppici     | Alberto Suppici | Alberto Suppici        |

## Romania
| #    | Posició          | Nom                 | Naixement           | P. Sel.          | Club                         |
| ---- | ---------------- | ------------------- | ------------------- | ---------------- | ---------------------------- |
| -    | Davanter         | Ştefan Barbu        | 2 de març 1908      | -                | Olimpia Arad                 |
| -    | Migcampista      | Alexandru Borbely   |                     | -                | Belvedere Bucureşti          |
| -    | Defensa          | Rudolf Bürger       | 31 d'octubre 1908   | -                | Chinezul Timişoara           |
| -    | Defensa          | Iosif Czako         | 11 de juny 1906     | -                | UDR Reşiţa                   |
| -    | Davanter         | Adalbert Deşu       | 1909                | -                | UDR Reşiţa                   |
| -    | Migcampista      | Alfred Eisenbeisser | 7 d'abril 1908      | -                | Dragoş Vodă Cernăuţi         |
| -    | Davanter         | Andrei Glanzmann    | 27 de març 1907     | -                | FC Oradea                    |
| -    | Davanter         | Elemer Kocsis       | 27 de febrer 1910   | -                | FC Bihor                     |
| -    | Davanter         | Nicolae Kovacs      | 23 de desembre 1911 | -                | Banatul Timişoara            |
| -    | Porter           | Ion Lǎpuşneanu      | 8 de desembre 1908  | -                | Sportul Studenţesc           |
| -    | Migcampista      | Ladislau Raffinsky  | 23 d'abril 1905     | -                | Juventus Bucuresti           |
| -    | Migcampista      | Corneliu Robe       | 23 de maig 1908     | -                | Olympia Bucureşti            |
| -    | Davanter         | Constantin Stanciu  | 1911                | -                | Venus Bucureşti              |
| -    | Migcampista      | Petre Steinbach     | 1 de gener 1906     | -                | FC Unirea Tricolor Bucureşti |
| -    | Defensa          | Adalbert Steiner    | 24 de gener 1907    | -                | Chinezul Timişoara           |
| -    | Migcampista      | Rudolf Steiner      |                     | -                | Chinezul Timişoara           |
| -    | Davanter         | Ilie Subăşeanu      | 1906                | -                | Olympia Bucureşti            |
| -    | Migcampista      | Emerich Vogl        | 12 d'agost 1905     | -                | Juventus Bucureşti           |
| -    | Davanter         | Rudolf Wetzer       | 17 de març 1901     | -                | Juventus Bucureşti           |
| -    | Porter           | Samuel Zauber       |                     | -                | Maccabi Bucureşti            |
| Ent. | Costel Rădulescu | Costel Rădulescu    | Costel Rădulescu    | Costel Rădulescu | Costel Rădulescu             |

## Perú
| #    | Posició      | Nom                   | Naixement           | P. Sel.      | Club                         |
| ---- | ------------ | --------------------- | ------------------- | ------------ | ---------------------------- |
| -    | Migcampista  | Eduardo Astengo       |                     | -            | Universitario de Deportes    |
| -    | Davanter     | Carlos Cillóniz       |                     | -            | Universitario de Deportes    |
| -    | Defensa      | Mario de las Casas    | 31 de gener 1901    | -            | Lawn Tennis de la Exposición |
| -    | Migcampista  | Alberto Denegri       |                     | -            | Alianza Lima                 |
| -    | Defensa      | Arturo Fernández      | 10 d'abril 1910     | -            | Universitario de Deportes    |
| -    | Migcampista  | Plácido Galindo       | 9 de març 1906      | -            | Universitario de Deportes    |
| -    | Migcampista  | Domingo García        | 1904                | -            | Alianza Lima                 |
| -    | Davanter     | Jorge Góngora         |                     | -            | Universitario de Deportes    |
| -    | Davanter     | José María Lavalle    | 5 de juny 1911      | -            | Alianza Lima                 |
| -    | Davanter     | Julio Lores           | 15 de setembre 1908 | -            | Association FBC              |
| -    | Defensa      | Antonio Maquilón      | 29 de novembre 1902 | -            | Tarapacá Ferroviario         |
| -    | Davanter     | Demetrio Neyra        | 1906                | -            | Alianza Lima                 |
| -    | Davanter     | Pablo Pacheco         |                     | -            | Universitario de Deportes    |
| -    | Porter       | Jorge Pardon          | 19 de desembre 1909 | -            | Sporting Tabaco              |
| -    | Migcampista  | Julio Quintana        |                     | -            | Alianza Lima                 |
| -    | Davanter     | Lizardo Rodríguez Nue | 30 d'agost 1910     | -            | Progreso                     |
| -    | Davanter     | Jorge Sarmiento       |                     | -            | Alianza Lima                 |
| -    | Defensa      | Alberto Soria         | 1906                | -            | Alianza Lima                 |
| -    | Davanter     | Luis Souza Ferreira   | 30 de juny 1904     | -            | Universitario de Deportes    |
| -    | Porter       | Juan Valdivieso       | 6 de maig 1910      | -            | Alianza Lima                 |
| -    | Migcampista  | Juan Alfonso Valle    | 1905                | -            | Italiano Lima                |
| -    | Davanter     | Alejandro Villanueva  | 4 de juny 1908      | -            | Alianza Lima                 |
| Ent. | Francesc Bru | Francesc Bru          | Francesc Bru        | Francesc Bru | Francesc Bru                 |

## Estats Units
| #    | Posició       | Nom              | Naixement           | P. Sel.       | Club                      |
| ---- | ------------- | ---------------- | ------------------- | ------------- | ------------------------- |
| -    | Migcampista   | Andy Auld        | 26 de gener 1900    | -             | Providence FC             |
| -    | Davanter      | Mike Bookie      | 12 de setembre 1904 | -             | Cleveland Slavia          |
| -    | Migcampista   | Jim Brown        | 31 de desembre 1908 | -             | New York Giants           |
| -    | Porter        | Jimmy Douglas    | 12 de gener 1898    | -             | New York Nationals        |
| -    | Davanter      | Tom Florie (c.)  | 6 de setembre 1897  | -             | New Bedford Whalers       |
| -    | Defensa       | Jimmy Gallagher  | 7 de juny 1901      | -             | New York Nationals        |
| -    | Defensa       | James Gentle     | 21 de juliol 1904   | -             | Philadelphia Cricket Club |
| -    | Migcampista   | Billy Gonsalves  | 10 d'agost 1908     | -             | Fall River FC             |
| -    | Davanter      | Bart McGhee      | 30 d'abril 1899     | -             | New York Nationals        |
| -    | Defensa       | George Moorhouse | 4 de maig 1901      | -             | New York Giants           |
| *    | Migcampista   | Bill O'Brien     | 29 de novembre 1907 | -             | New York Giants           |
| -    | Migcampista   | Arnold Oliver    | 22 de maig 1907     | -             | Providence FC             |
| -    | Davanter      | Bert Patenaude   | 4 de novembre 1909  | -             | Fall River FC             |
| *    | Migcampista   | John Slavin      | 1906                | -             | New York Nationals        |
| -    | Migcampista   | Philip Slone     | 20 de gener 1907    | -             | New York Giants           |
| -    | Defensa       | Raphael Tracey   | 6 de febrer 1904    | -             | St. Louis Ben Millers     |
| -    | Defensa       | Frank Vaughn     | 18 de febrer 1902   | -             | St. Louis Ben Millers     |
| -    | Defensa       | Alexander Wood   | 12 de juny 1907     | -             | Detroit Holley Carburetor |
| Ent. | Robert Millar | Robert Millar    | Robert Millar       | Robert Millar | Robert Millar             |

## Paraguai
| #    | Posició            | Nom                    | Naixement           | P. Sel.            | Club                  |
| ---- | ------------------ | ---------------------- | ------------------- | ------------------ | --------------------- |
| -    | Migcampista        | Francisco Aguirre      | 1908                | -                  | Olimpia Asunción      |
| -    | Porter             | Pedro Benítez          |                     | -                  | Club Libertad         |
| -    | Migcampista        | Santiago Benítez       | 1903                | -                  | Olimpia Asunción      |
| -    | Davanter           | Delfín Benítez Cáceres | 24 de setembre 1910 | -                  | Club Libertad         |
| -    | Davanter           | Saguier Carreras       |                     | -                  | Club Sportivo Luqueño |
| -    | Defensa            | Eustacio Chamorro      |                     | -                  | Club Presidente Hayes |
| -    | Porter             | Modesto Denis          | 1901                | -                  | Club Nacional         |
| -    | Migcampista        | Eusebio Díaz           | 1901                | -                  | Club Guaraní          |
| -    | Davanter           | Diógenes Domínguez     | 1902                | -                  | Club Sportivo Luqueño |
| -    | Migcampista        | Romildo Etcheverry     | 1907                | -                  | Olimpia Asunción      |
| -    | Migcampista        | Diego Florentín        |                     | -                  | Club River Plate      |
| -    | Defensa            | Salvador Flores        | 1906                | -                  | Cerro Porteño         |
| -    | Migcampista        | Tranquilino Garcete    | 1907                | -                  | Club Libertad         |
| -    | Davanter           | Aurelio González       | 25 de setembre 1905 | -                  | Olimpia Asunción      |
| -    | Defensa            | José Miracca           | 23 de setembre 1903 | -                  | Club Nacional         |
| -    | Davanter           | Lino Nessi             | 1904                | -                  | Club Libertad         |
| -    | Defensa            | Quiterio Olmedo        | 21 de desembre 1907 | -                  | Club Nacional         |
| -    | Davanter           | Amadeo Ortega          |                     | -                  | Club River Plate      |
| -    | Davanter           | Bernabé Rivera         |                     | -                  | Club Sportivo Luqueño |
| -    | Davanter           | Gerardo Romero         | 1906                | -                  | Club Libertad         |
| -    | Davanter           | Luis Vargas Peña (c.)  | 1905                | -                  | Olimpia Asunción      |
| -    | Davanter           | Jacinto Villalba       |                     | -                  | Cerro Porteño         |
| Ent. | José Durand Laguna | José Durand Laguna     | José Durand Laguna  | José Durand Laguna | José Durand Laguna    |

## Bèlgica
| #    | Posició         | Nom                | Naixement           | P. Sel.         | Club                                    |
| ---- | --------------- | ------------------ | ------------------- | --------------- | --------------------------------------- |
| -    | Davanter        | Ferdinand Adams    | 3 de maig 1903      | -               | SC Anderlechtois                        |
| -    | Porter          | Arnold Badjou      | 26 de juny 1909     | -               | Daring Club de Bruxelles Societe Royale |
| -    | Migcampista     | Pierre Braine (c.) | 26 d'octubre 1900   | -               | Royal Beerschot AC                      |
| -    | Migcampista     | Alexis Chantraine  | 16 de març 1901     | -               | Royal FC Liegeois                       |
| -    | Porter          | Jean De Bie        | 9 de maig 1892      | -               | Royal Racing Club de Bruxelles          |
| -    | Migcampista     | Jean De Clercq     | 17 de maig 1905     | -               | Royal Antwerp FC                        |
| -    | Defensa         | Henri De Deken     | 3 d'agost 1907      | -               | Royal Antwerp FC                        |
| -    | Davanter        | Gérard Delbeke     | 1 de setembre 1903  | -               | Royal FC Brugeois                       |
| -    | Davanter        | Jan Diddens        | 14 de setembre 1908 | -               | RC de Malines Societe Royale            |
| -    | Migcampista     | August Hellemans   | 14 de setembre 1907 | -               | Royal FC Malinois                       |
| -    | Defensa         | Nicolas Hoydonckx  | 30 de gener 1905    | -               | FC Excelsior Hasselt                    |
| -    | Davanter        | Jacques Moeschal   | 6 de setembre 1900  | -               | Royal Racing Club de Bruxelles          |
| -    | Defensa         | Théodore Nouwens   | 17 de febrer 1908   | -               | RC de Malines Societe Royale            |
| -    | Davanter        | André Saeys        | 20 de febrer 1911   | -               | Royal CS Brugeois                       |
| -    | Davanter        | Louis Versyp       | 5 de desembre 1908  | -               | Royal FC Brugeois                       |
| -    | Davanter        | Bernard Voorhoof   | 10 de maig 1910     | -               | Liersche Sportkring                     |
| Ent. | Hector Goetinck | Hector Goetinck    | Hector Goetinck     | Hector Goetinck | Hector Goetinck                         |

- *: Les alineacions inclouen reserves, alternatius i jugadors preseleccionats que poden haver participat en la qualificació o a partits amistosos previs a la competició, però no necessàriament a la fase final mateixa.